# (35268) Panoramix
(35268) Panoramix ist ein Asteroid des inneren Hauptgürtels, der am 19. August 1996 von dem tschechischen Astronomen Miloš Tichý am Kleť-Observatorium (IAU-Code 046) bei Český Krumlov entdeckt wurde.
Der mittlere Durchmesser des Asteroiden wurde mit 2,029 (±0,188) km berechnet, die Albedo mit 0,187 (±0,128).
(35268) Panoramix ist nach der Comicfigur Miraculix benannt, der im französischen Original Panoramix heißt. Die Benennung erfolgte durch die Internationale Astronomische Union (IAU) am 23. September 2010. Am selben Tag wurde ein Hauptgürtelasteroid nach Idefix benannt, und zwar (35269) Idéfix.